# دادخواست
دادخواست یا عریضِه به معنی دادخواهی کردن است و در اصطلاح حقوقی به آغاز اقامه دعوا از سوی خواهان علیه خوانده از طریق سیستم دادگستری گفته می‌شود. در بسیاری از مواد قانونی دادخواست به معنی برگه دادخواست استفاده می‌شود یعنی برگه‌ای که شخص به وسیله آن دادخواهی خود را به دادگاه ارائه می‌کند.
دادخواست (در قدیم: عرضحال) شکایتی است که به مراجع قضائی به صورت نوشتاری یا گفتاری عرضه می‌شود. دادخواست وسیله رسمی احقاق حق است که از طریق مراجعه به دادگاه‌ها صورت می‌گیرد.
دادخواست نوشتاری به‌وسیله برگه‌ای به نام برگ دادخواست انجام می‌گیرد. دادخواست شکایت حقوقی است.
دادخواست نوعی درخواست است، اما هر درخواستی دادخواست نیست. دادخواست باید در قالب و فرم ویژه‌ای به دادگاه عرضه می‌شود اما درخواستها (مثلاً درخواست تأخیر جلسه از دادگاه) شکل خاصی نداشته و هزینه‌ای هم به آن تعلق نمی‌گیرد.
دادخواست همچنین با اظهارنامه تفاوت دارد. اظهارنامه وسیله رسمی مطالبه حق است که از سوی ادارهٔ ثبت اسناد یا دفاتر دادگاه‌ها ابلاغ می‌شود، ولی دادخواست را از راه مراجعه به دادگاه‌ها عرضه می‌کنند.

## ریشه‌شناسی
عریضه (به عربی: عریضه) وام‌واژه عربی در فارسی است که به معنی دادخواست میان فارسی‌زبانان رایج شده است.

## شرایط دادخواست
در ایران، دادگاه نه فقط بعد از عرضه دادخواست از سوی افراد ذی‌نفع، می‌تواند به دعوا رسیدگی کند و رسیدگی آن هم محدود به خواسته‌ای خواهد بود که شخص در دادخواست اعلام کرده‌است. دادخواست‌های دریافتی باید به زبان فارسی (زبان رسمی ایران)، به صورت کتبی و بر روی برگ‌های چاپی ویژه‌ای تهیه شود.
مشخصات خواهان (وکیل و نماینده قانونی در صورت وجود)، خوانده و خواسته در باید در دادخواست درج شود. درج نام و نام خانوادگی و اقامتگاه و امضا در دادخواست الزامی است و نبود آن باعث رد فوری دادخواست می‌شود.
برگ دادخواست می‌توانید همچنین دارای پیوستهایی باشد.

## دادخواست
شهروندانی که قصد دارند برای نخستین بار در دادگاه علیه شخصی اقامه دعوا کنند، اطلاع ندارند که برای مطرح کردن این دعاوی می‌بایست چه اقداماتی انجام دهند و همین امر موجب سرگردانی آن‌ها در مراجع قضایی و دادگاه‌ها می‌شود.
رسیدگی به دعاوی حقوقی در دادگستری مستلزم تقدیم دادخواست از طرف مدعی (خواهان) می‌باشد. (ماده ۴۸ قانون آئین دادرسی مدنی) دادخواست به دفتر دادگاه و در نقاطی که چندین شعبه وجود دارد، به دفتر شعبه اول تسلیم می‌گردد. دادخواست به برگه چاپی مخصوصی گفته می‌شود که درخواست خواهان در آن قید شده‌است یا به عبارت دیگر «دادخواست بیان ادعا نزد مراجع قضایی در اوراق مخصوص است». دادخواست را می‌توان از محل فروش اوراق قضایی واقع در کلیه دادگستری‌ها و مجتمع‌های قضایی در سراسر کشور تهیه نمود. دادخواست اغلب حاوی نکات زیر می‌باشند:
- نام، نام خانوادگی، نام پدر، سن، اقامتگاه و در صورت امکان شغل خواهان[۳]
- در صورتی که دادخواست توسط وکیل تقدیم شود، مشخصات وکیل باید درج گردد.
- قید نشدن مشخصات یا ناقص بودن آن باعث رد دادخواست خواهان می‌گردد.
- نام، نام خانوادگی، اقامتگاه و شغل خوانده.[۴]
- تاریخ تقدیم دادخواست باید شمسی و با تمام حروف نوشته شود
- در صورت قید نشدن مشخصات یا ناقص بودن آن، دادگاه طی یک اخطاریه به خواهان فرصت می‌دهد تا نسبت به رفع نقص اقدام نماید در غیر این صورت دادخواست خواهان رد خواهد شد.
- تعیین خواسته و بهای آن مگر آنکه تعین بها ممکن نبوده یا خواسته «مالی» نباشد.[۵]
- خواسته یا مالی است یا غیرمالی.
- تعهدات یا جهاتی که به موجب آن خواهان خود را مستحق مطالبه می‌داند به طوری که مقصود واضح و روشن باشد.
- آنچه را که خواهان از دادگاه درخواست دارد (عنوان دادخواست)
- شرح دادخواست: ذکر ادله و وسایلی که خواهان برای اثبات ادعای خود دارد، از اسناد و نوشته‌ها، شهود و غیره.
- دادخواست و کلیه برگ‌های پیوست به آن باید در دو نسخه و در صورت تعدد مدعی‌علیه به عده آن‌ها علاوه بر یک نسخه باشد.
- امضای خواهان و در صورت عجز از امضا، اثر انگشت او.

## دادخواست بر حسب مرحله دادرسی
دادخواست حسب آنکه در کدام مرحله دادرسی باشد انواع گوناگونی دارد:

### ۱- بدوی یا نخستین
که دادرسی به مفهوم اعم کلمه در این مرحله آغاز می شود و دعوای نخستین اقامه می شود . به آن دادخواست اصلی نیز گفته می شود.

### ۲- طاری
هر دادخواستی که در جریان دعاوی اقامه شده، تقدیم گردد. در صورت وحدت منشا یا ارتباط کامل دعوای اقامه شده با دعوای اصلی ،دادخواست طاری محسوب می شود که انواع ان عبارت اند از:
الف- دادخواست اضافی: دادخواستی است که به وسیله ی ان خواهان در ضمن رسیدگی ،دعوای دیگری علاوه بر دعوای قبلی مطرح کند
ب- متقابل: دادخواستی است که به وسیله ی ان خوانده اصلی در مقام دفاع ازخود علیه خواهان اصلی اقامه می کند
ج- جلب ثالث: دادخواستی است که شخص ثالثی به خواست یکی از دو طرف دعوا (خواهان و خوانده) به دادرسی جلب می گردد.
د- ورود ثالث:  دادخواستی است که به وسیله ان شخص ثالثی که مدعی حقی برای خود یا برای تقویت یکی از اطراف دعوا (خواهان یا خوانده) است، وارد دادرسی می‌شود.

### ۳- واخواهی
این دادخواست برای خوانده ایی که در طول دادرسی در دادگاه حقوقی نخستین ( دادگاه عمومی شهرستان) حاضر نبوده و برای این خوانده ی غائب ، حکم غیابی صادر شده باشد.دادخواست واخواهی به خوانده غائب ،این حق را می دهد که به حکم دادگاه شهرستان اعتراض کند.

### ۴- دادخواست تجدید نظر
این دادخواست بعد از صدور حکم از دادگاه نخستین به خواهان یا خوانده دعوای نخستین یا هر دو، حق اعتراض و تجدیدنظر می‌دهد. دادخواست تجدیدنظر به دادگاه نخستین صادر کننده حکم تقدیم می شود و بعد از انجام تشریفات قانونی کل پرونده به یکی از شعب دادگاه تجدید نظر استان جهت بررسی دوباره ارسال می شود.

## دادخواست اینترنتی
دادخواست اینترنتی یا آنلاین نوعی دادخواست است که از طریق صفحات وب با ثبت اطلاعاتی نظیر نام و ایمیل در یک فرم امضا می‌شود. اغلب پس از رسیدن تعداد امضاها به یک حد نصاب یا پایان زمان مقرر شده، متن دادخواست به خوانده جهت پیگیری ارسال می‌شود. اولین نمونه دادخواست اینترنتی در سال 1998 به موفقیت رسید و پس از آن پلتفرم‌های اینترنتی مختلفی میزبان ثبت دادخواست و جمع‌آوری امضای الکترونیک شدند.  امروزه وبسایت Change.org در مقیاس بین‌المللی بزرگترین بستر انتشار دادخواست‌های اینترنتی است.  در ایران نیز وبسایت کارزار بزرگترین بستر جمع‌آوری امضای الکترونیک برای شهروندان ایرانی است.